# 速水昇
速水 昇 （はやみ のぼる、1946年 - ）は、日本の経済学者。東京富士大学教授。専門は財政学。

## 来歴
1969年中央大学経済学部卒業。1974年駒澤大学大学院経済学研究科修士課程修了。東京富士大学経営学部教授に就任。駒澤大学兼任講師、税務大学評価研修兼任講師などを歴任。
著書に「政府の役割と租税」「要説 財政学」「統計から見る財政学」「国家試験のための経済学」など。

## 著書
- 国立国会図書館 を参照

### 論文
- CiNii